# Đức Khánh
Đức Khánh (chữ Hán giản thể: 德庆县, âm Hán Việt: Đức Khánh huyện) là một huyện thuộc địa cấp thị Triệu Khánh, tỉnh Quảng Đông, Cộng hòa Nhân dân Trung Hoa. Đức Khánh có diện tích 2258 km², dân số 350.000 người. Mã số bưu chính của huyện Đức Khánh là 526600. Về mặt hành chính, Đức Khánh được chia thành các đơn vị hành chính gồm 1 nhai đạo, 14 trấn.
- Nhai đạo: Đức Thành.
- Trấn: Tân Vu, Quan Vu, Mã Vu, Cao Lương, Thảo Thôn, Vĩnh Phong, Vũ Lũng, Bá Thực, Phượng Thôn, Cửu Thị, Duyệt Thành, Hồi Long, Sa Bàng, Cổ Hữu.